# Айви (фильм)
«Айви» (англ. Ivy) — фильм нуар режиссёра Сэма Вуда, который вышел на экраны в 1947 году.
В основу фильма поставлен роман Мари Аделаид Беллок Лаундз «История Айви» (1927). Действие картины происходит в эдвардианской Англии, где расточительная красавица Айви Лекстон (Джоан Фонтейн), не удовлетворённая браком с мужем Джервисом (Ричард Ней) и отношениями с любовником Роджером Греторексом (Патрик Ноулз), решает заполучить богатого Майлса Рашворта (Герберт Маршалл). Ради осуществления своей цели она отравляет мужа и подставляет в убийстве любовника, однако в последний момент инспектору Скотленд-Ярда Орпингтону (Седрик Хардвик) удаётся раскрыть это дело.
Критики высоко оценили, прежде всего, художественную постановку картины, включая шикарный гардероб Фонтейн, а также великолепную актёрскую игру, однако остались не удовлетворены режиссёрской работой.
В 1947 году фильм принимал участие в конкурсной программе Каннского кинофестиваля.

## Сюжет
В Лондоне в начале XX века соблазнительная молодая женщина Айви Лекстон (Джоан Фонтейн) приходит к гадалке (Уна О’Коннор), чтобы расспросить её о своей судьбе. Гадалка ей пророчит, что очень скоро в её жизни произойдут огромные перемены. У неё будет много денег, однако для этого она должна порвать с мужчиной, иначе её ждёт нищета и позор. В жизни Айви очень скоро появится другой мужчина. Когда гадалка видит ещё что-то, её лицо искажается страшной гримасой. Однако она не произносит вслух, что ещё произойдёт с Айви. Вскоре представители лондонского света выезжают на пикник на побережье Ла-Манша, чтобы засвидетельствовать первый перелёт через пролив на аэроплане. Прибыв на мероприятие вместе с мужем Джервисом (Ричард Ней) и друзьями, Айви знакомится там с чрезвычайно богатым холостяком, предпринимателем Майлсом Рашвортом (Герберт Маршалл). Айви очаровывает Майлса, и после завершения мероприятия он отвозит чету Лекстонов на своём автомобиле домой. Дома Айви сообщает мужу, что договорилась с Майлсом о том, что тот возьмёт Джервиса к себе на работу. Джервис происходит из обеспеченной семьи и всегда жил в достатке. Однако пять лет назад он женился на Айви, которая спустила всё его состояние на дорогие костюмы и светскую жизнь. Теперь Лекстоны вынуждены снимать маленькую квартирку и экономить каждый пенни. Тем не менее, в разговоре с мужем Айви заявляет, что ни о чём не жалеет и считает, что они хорошо провели время, добавляя, что ненавидит бедность. Когда Джервис упрекает её в расточительности, Айви спрашивает, почему же он с ней не разводится, после чего уверяет мужа, что у них снова всё будет.
Вскоре на одном из шикарных балов Айви снова встречает Майлса, с которым танцует и мило разговаривает в беседке. За ней ревниво наблюдает друг семьи и её тайный любовник, доктор Роджер Греторекс (Патрик Ноулз). Когда Айви остаётся одна, Роджер отводит её в сторону и начинает объясняться в любви, требуя встреч. Однако Айви уже решила разорвать с ним отношения. Она говорит Роджеру, что поначалу была очарована им, его богатством, благородным происхождением и добротой, и потому не устояла перед ним. Теперь же она хочет остаться с ним только друзьями. Когда Роджер пытается обнять её, Айви явно этого не избегает. На следующее утро Лекстоны получают письмо от Майлса, который подтверждает, что берёт Джервиса на работу. Но перед началом работы он приглашает пару в месячный круиз на своей яхте. Вскоре после начала круиза невеста Майлса, Белла Крейл (Молли Ламонт) сходит на берег в одном из портов, что даёт Айви возможность попытаться сблизиться с Майлсом. Она несколько раз проходит мимо каюты Майлса, привлекая к себе его внимание, а затем сходит на берег и идёт по городку, рассматривая витрины. У одного из магазинчиков к ней подходит Майлс, предлагая купить приглянувшуюся ей дорогую сумочку с застёжкой в виде камеи. Вернувшись на яхту, Майлс приглашает Айви на ужин в свою шикарную каюту, куда Айви приходит в своём самом изысканном наряде. Выпив немного вина, они сближаются, и когда из-за шторма на яхте гаснет свет, они целуются. В этот момент в дверь стучит один из моряков, сообщая, что произошло короткое замыкание, и включает газовую лампу. После этого Майлс неожиданно заявляет, что не считает себя вправе начинать отношения с чужой женой, извиняется за своё поведение и быстро уходит.
По возвращении из круиза Лекстоны переселяются в новую шикарную квартиру со служанкой, а Джервис выходит на новую работу. Вскоре Майлс уезжает в месячную командировку в Южную Африку. Тем временем Роджер атакует Айви звонками, но она не подходит к телефону. Наконец, когда она берёт трубку, Роджер требует, чтобы она немедленно к нему приехала, угрожая, что в противном случае сам приедет к ней домой. Вернувшийся с работы Джервис снова упрекает Айви в расточительстве, на что она, как и раньше, в слезах предлагает мужу развестись, однако он не хочет этого. Чтобы успокоить нервы, Джервис уходит гулять, а Айви, разбив в сердцах портрет мужа, отправляется на встречу с Роджером. У Роджера день рождения, и его из провинции приехала поздравить мать (Люсиль Уотсон), однако он быстро выпроваживает её, обещая заехать на уик-энд. Айви приходит в медицинский кабинет Роджера, подавая ему световой сигнал. Увидев мигание света в окне, Роджер выходит из своей квартиры, которая расположена по соседству, и торопится к Айви. Он снова говорит ей о своей любви и желании быть вместе, на что Айви отвечает, что Джервис не хочет с ней разводиться. И пока он жив, она не сможет снова выйти замуж, а просто бросить Джервиса она не может. В этот момент Роджера срочно вызывают в приёмный покой к пациенту, и он оставляет Айви одну в комнате с медицинскими препаратами. Увидев на столике бутылочку с ядом, Айви кладёт несколько ложечек яда прямо себе в сумочку. Вскоре Марта (Сара Олгуд), ассистентка Роджера, заходит в кабинет за препаратами, где видит Айви, которая сразу же после этого уходит домой.
Дома Айви встречает сильно выпивший муж, который просит налить ему ещё бренди. Айви выходит в соседнюю комнату, где подсыпает в очередную порцию бренди яд. Некоторое время спустя Эмили (Розалинд Айван), служанка Лекстонов, сообщает Айви, что Джервису плохо и ему нужен врач. Айви заходит к мужу, однако он просит никакого не вызывать, так как просто перепил, и скоро всё пройдёт. Айви снова делает мужу бренди, добавляя яд из сумочки. На следующий день, когда Айви возвращается из города, Эмили сообщает, что Джервису стало хуже и пришлось вызвать доктора Ланчестера (Ламсден Хейр). Доктор однако полагает, что Джервис достаточно крепкий парень и вскоре выздоровеет. Снова по телефону звонит Роджер, однако Айви просит служанку сказать, что её нет дома. Вскоре Роджер не выдерживает и приходит к Лекстонам домой, однако не застаёт Айви, которая ушла на очередной бал. Услышав шум в прихожей, Джервис просит Роджера зайти к нему. Увидев, что Джервис болен, Роджер быстро осматривает его и даёт ему стакан воды. В этот момент в комнату заходит доктор Ланчестер, после чего Роджер извиняется и уходит. Когда Айви возвращается домой, её встречает доктор Бервик (Пол Кэвэна), сообщающий, что Джервис умер, и чтобы установить причину смерти, потребуется произвести вскрытие.
На следующий день рано утром Бервик приезжает вместе с инспектором Скотленд-Ярда Орпингтоном (Седрик Хардвик), которому поручено расследование смерти Джервиса. Эмили рассказывает инспектору, что вчера Джервиса навещал Роджер, который часто звонил Айви. По словам Эмили, Джервис и Роджер некоторое время оставались наедине, но после прихода доктора Ланчестера Роджер сразу же ушёл. Затем Орпингтон заходит к Айви, которая делает вид, что переживает смерть мужа и ей трудно говорить. Орпингтон заявляет, что, как показало вскрытие, Джервис был отравлен, и потому Скотленд-Ярд открывает официальное расследование. На вопрос о том, остались ли после Джервиса средства, Айви отвечает, что у него также немало долгов. На вопрос о Роджере Айви рассказывает, что он её друг, который ей часто звонил. Иногда они виделись наедине — гуляли в парке и ходили в галереи. Она нравилась Роджеру, и, по её словам, он хотел бы на ней жениться, однако Джервис ни о чём не знал и полностью доверял Роджеру как другу. Орпингтон спрашивает, если бы Джервис узнал о чувствах Роджера, мог бы он покончить жизнь самоубийством, однако Айви не верит в это. Оставшись одна, Айви берёт свою сумочку и вытряхивает остаток яда в окно, а саму сумочку прячет в старые напольные часы. Затем Айви приезжает к Роджеру, сообщая ему о визите полиции. Она говорит, что представила его как друга семьи, и не сказала, что встречалась с ним наедине, после чего говорит, что пока им лучше избегать встреч. Роджер в свою очередь берёт с Марты обещание никому не говорить о том, что она видела Айви в его квартире.
Вскоре к Роджеру приезжает Орпингтон, выясняя, что тот хранит яд в своём кабинете. Как он и обещал Айви, Роджер заявляет, что у него никогда не было романтических отношении с Айви и он никогда не встречался с ней наедине. После ухода инспектора расстроенный Роджер отправляется к матери за город, рассказывая о смерти Джервиса, который, видимо, покончил жизнь самоубийством, Однако вскоре появляется местный полицейский, который по приказу из Лондона арестовывает Роджера по подозрению в убийстве. Тем временем, пока Айви у себя дома примеряет новые наряды, приходит телеграмма от Майлса с соболезнованиями по случаю смерти Джервиса и обещаниями любой помощи. Он также обещает приехать как можно скорее, что очень радует Айви. Тем временем, несмотря на уговоры адвоката, Роджер на допросе отрицает роман с Айви и отказывается от дачи показаний. Когда Айви вызывают в суд, мать Роджера умоляет её помочь её сыну, который всё делает ради неё. В суде Айви подтверждает, что у неё был роман с Роджером и что он любил её и хотел на ней жениться. После этих слов Роджер прерывает допрос и просит признать его виновным. Роджера приговаривают к смертной казни через повешение.
За 16 часов до казни Роджера его мать приходит к Айви, которая собирается уезжать в путешествие. Мать умоляет Айви дать показания, что Джервис узнал о её романе с Роджером, что позволило бы выдвинуть версию о его самоубийстве, однако Айви, не дав ей ответа, убегает. Ещё несколько часов спустя инспектор Орпингтон, который сомневается в виновности Роджера, приходит к нему домой, добиваясь от Марты признания, что Айви навещала Роджера в его кабинете, и соответственно могла получить доступ к его яду. Кроме того, Марта хорошо запомнила её сумочку с камеей. Пока Айви нет дома, инспектор с помощником неофициально обыскивает её квартиру, обнаруживая в часах её сумочку с остатками яда. Увидев на столе телеграмму от Майлса, инспектор немедленно отправляется на вокзал. Позднее ночью адвокат Роджера звонит Айви, сообщая ей, что Роджер выпущен на свободу, так как в деле появились новые улики. Срочно вернувшись в Лондон, Айви застаёт в своей квартире Майлса, который заявляет, что у полиции имеется достаточно улик, чтобы обвинить её в убийстве мужа. Он обнимает Айви и говорит, что ему её жаль, после чего уходит, садится в лифт и уезжает. Айви подбегает к лифту, открывает дверцу, затем бежит обратно в квартиру, чтобы найти и забрать свою сумочку. Не найдя сумочку, Айви бежит обратно к лифту, и не заметив, что он ушёл на другой этаж, входит в открытую дверь, падает в шахту и разбивается насмерть.

## В ролях
- Джоан Фонтейн — Айви Лекстон
- Патрик Ноулз — Роджер Греторекс
- Герберт Маршалл — Майлс Рашворт
- Ричард Ней — Джервис Лекстон
- Седрик Хардвик — инспектор Орпингтон
- Люсиль Уотсон — миссис Греторекс
- Сара Олгуд — Марта Хантли
- Генри Стивенсон — судья
- Розалинд Айван — Эмили
- Лилиан Фонтейн — Леди Флора
- Молли Ламонт — Белла Крейл
- Уна О'Коннор — миссис Троун
- Изобел Элсом — мисс Чаттл
- Алан Напье — сэр Джонатан Райт
- Пол Кэвэна — доктор Бервик
- Ламсден Хейр — доктор Ланчестер
- Норма Варден — Джоан Родни
- Мэри Форбс — Леди Крейл

## Создатели фильма и исполнители главных ролей
Как написал киновед Роджер Фристоу, Уильям Кэмерон Мензис был легендарным художником-постановщиком, который в 1920-е годы пять раз номинировался на «Оскар», победив дважды с фильмами «Голубь» (1927) и «Буря» (1928), а в 1940 году завоевал специальный «Оскар» за свою монументальную художественную постановку фильма «Унесённые ветром» (1939). Как режиссёр Мензис более всего известен фантастическими фильмами «Облик грядущего» (1936) и «Захватчики с Марса» (1953).
Мензис и Сэм Вуд работали вместе в разном качестве над восемью фильмами, среди которых «Дьявол в мисс Джонс» (1941), «Кингс Роу» (1942), «По ком звонит колокол» (1943) и «Унесённые ветром» (1939), где Вуд поставил некоторые сцены. Вуд трижды номинировался на «Оскар» как режиссёр за фильмы «До свиданья, мистер Чипс» (1939), «Китти Фойл» (1940) и «Кингс Роу» (1942).
Сценарист Чарльз Беннетт работал с Альфредом Хичкоком над фильмами «Шантаж» (1929), «39 ступеней» (1935), «Саботаж» (1936), «Иностранный корреспондент» (1940), который принёс ему номинацию на «Оскар», «Человек, который слишком много знал» (1956) и некоторыми другими.
Как отмечает Фристоу, до этого фильма «Фонтейн была известна ролями робких героинь в таких фильмах Хичкока, как „Ребекка“ (1940) и „Подозрение“ (1941)». Первый из них принёс ей номинацию на «Оскар» как лучше актрисе, а второй — сам «Оскар». В 1943 году она сыграла главную роль в фильме «Джейн Эйр» (1943). Лишь после «Айви» она стала появляться в амплуа внешне невинной женщины с коварными планами, в частности, в фильме «Рождённая быть плохой» (1950). Среди других её фильмов нуар — «Поцелуями сотри кровь с моих рук» (1948), «Двоеженец» (1951) и «За пределами разумного сомнения» (1956).
По словам Роберта Фиршинга, «список остальных актёров картины читается как справочник звёзд студии Universal Pictures — это и Патрик Ноулз, и Герберт Маршалл, и Седрик Хардвик в роли невозмутимого инспектора». В менее значимых ролях заняты Уна О’Коннор (из «Человека-невидимки»), Алан Напье, Сара Олгуд и Холмс Херберт.

## История создания фильма
Эта картина была первым релизом продюсерской компании Сэма Вуда Inter-Wood Productions. Рабочее название фильма — «История Айви» (англ. The Story of Ivy).
По сравнению с романом Мари Беллок Лаундз «История Айви» (1927) время действия картины было отодвинуто на двадцать лет назад, в эдвардианскую Англию начала XX века.
В июле 1946 года «Голливуд Репортер» сообщил, что заглавную роль в фильме будет играть Оливия де Хэвилленд, однако в ноябре 1946 года Де Хэвилленд вышла из проекта. Как пишет Фристоу, у Де Хэвилленд «были дурные предчувствия в отношении роли с самого начала. Она опасалась, что её персонаж настолько несимпатичен, что публика от него отвернётся и фильм будет неудачным в коммерческом плане». Незадолго до того Де Хэвилленд сыграла пару близнецов в фильме «Тёмное зеркало» (1946), где одна из сестёр была хорошей, а вторая — плохой, и «она ненавидела играть плохую сестру». Однако, по словам Фристоу, всё окончательно решил момент, когда Де Хэвилленд узнала о том, что её агенты имели тайные финансовые интересы в продюсерской компании, которая должна была делать фильм, и по этой причине хотели заполучить её на эту роль. Согласно информации «Лос-Анджелес Экспресс» от сентября 1947 года, Де Хэвилленд даже выдвинула иск против своего агента, который скрыл тот факт, что имел свой интерес в картине, когда пытался уговорить её согласиться на роль. Исход дела, однако, остался неизвестен. По словам Фристоу, «выход из фильма был для неё дорогостоящим решением, потому что к тому моменту она уже отказалась от других ролей, и в результате оставалась без работы в течение шести месяцев, потеряв где-то около 100 тысяч долларов».
По словам Фристоу, тогда агент Де Хэвилленд предложил роль её младшей сестре Джоан Фонтейн. Как пишет киновед, в тот момент «сёстры находились на пике своей знаменитой вражды, и многие в Голливуде чувствовали, что это акт возмездия». Фонтейн была «более чем счастлива воспользоваться изысканным гардеробом Орри-Келли (который тот создавал для Де Хэвилленд) и сыграть вопреки амплуа расчётливую роковую женщину (после прихода Фонтейн работу над её гардеробом заканчивал Трэвис Бэнтон)».
Вместе с тем, по замечанию Фристоу, «как и Де Хэвилленд, которая работала с Сэмом Вудом на фильмах „Унесённые ветром“ и „Раффлс“ (1939), Фонтейн не получала удовольствия от работы с режиссёром. Ей казалось, что Вуд рассматривал её просто как часть дизайна фильма, красивый и изящно одетый манекен, но не как ключевую драматическую фигуру. При этом она высоко ценила работу Мензиса и, как говорят, восхищалась экспрессионистскими картинами, которые он создал для иллюстрации каждого из главных моментов картины».
В мае 1947 года «Голливуд Репортер» написал, что первоначально на роль «другого мужчины» был назначен Эдмонд О’Брайен. Мать Джоан Фонтейн, британская актриса Лилиан Фонтейн, сыграла в этой картине роль леди Флоры.
В новостях «Голливуд Репортер» от января 1947 года сообщалось, что Хоуги Кармайкл напишет песню под названием «Айви», которая не будет звучать в фильме, но музыкальная тема из неё будет использована в саундтреке картины.
Фиршинг отмечает, что, к сожалению, «Джоан Фонтейн — которая получила роль после того, как её сестра и вечная соперница Оливия де Хэвилленд отказалась от неё — ненавидела фильм и практически не участвовала в его продвижении».

## Оценка фильма критикой

### Общая оценка фильма
Как написал Роджер Фристоу, после выхода на экраны фильм получил неоднозначные отзывы. Так, обозреватель Variety высоко оценил работу продюсера Уильяма Кэмерона Мензиса, который «избегает проторённых путей, что помогает создать необходимое драматическое настроение», а также удачную операторскую работу и «хорошую актёрскую игру». При этом постановка показалась рецензенту слишком «очевидной». Рецензент The New York Times отметил, что «мисс Фонтейн всецело погрузилась в роль, которая даёт ей возможность полностью раскрыть свой талант». Однако, как заметил Фристоу, «Де Хэвилленд оказалась права, когда предсказала, что из-за отрицательного характера героини фильм не будет иметь коммерческого успеха».
Современный киновед Роберт Фиршинг написал, что это «интересный пример фильма, в который были вложены большие средства и человеческие ресурсы», и тем не менее со времени своего выхода на экраны он «был практически полностью забыт». По мнению критика, «„Айви“ достойна того, чтобы открыть её заново». Фиршинг подчёркивает, что «фильм имеет блестящий актёрский состав, щедрый (для того времени) полуторамиллионный бюджет, и одну из самых впечатляющих оформительских работ, возможно, самого выдающегося художника-постановщика Голливуда, Уильяма Кэмерона Мензиса». Как полает критик, «в результате получился великолепный по картинке, напряжённый фильм, который почти настолько же хорош как и классические картины того времени „Ребекка“ и „Лора“ (1944), хотя и не вполне до них дотягивает. И всё же он более чем хорош».
Роджер Фристоу отметил, что этот «элегантный чёрно-белый детектив с убийством известен в профессиональной среде как „нуар газового света“, так как его действие происходит в Лондоне в эдвардианскую эпоху». К этому субжанру относятся также такие картины, как «Газовый свет» (1944), «Жилец» (1944), «Подозреваемый» (1944) и «Хэнговер-сквер» (1945).
Художник-постановщик Ричард Сайберт отметил, что это «идеальный фильм Мензиса», поскольку в центре его внимания находится именно художественная постановка. Как написал историк кино Джон Дилео, «все ужасные вещи Айви совершает именем красоты: сверкающие платья, огромные шляпы, украшенные драгоценными камнями сумочки. Её личное снаряжение составляет содержание фильма: оно ведёт Айви к совершению предосудительных поступков».
Спенсер Селби положительно воспринял фильм, который, по его словам, создаёт «первоклассный нуаровый портрет одной из законченных викторианских „чёрных вдов“». Леонард Молтин оценил картину как «среднюю драму о женщине-убийце, которая запуталась в своих, казалось бы, безупречных планах». Вместе с тем, по мнению критика, «хороший актёрский состав придаёт фильму дополнительный импульс». Майкл Кини посчитал, что фильм «был бы лучше, если бы был минут на двадцать покороче».

### Оценка работы режиссёра и творческой группы
Как отметил Фиршинг, «сценарий Беннетта содержит всё, что только может пожелать поклонник триллеров о высшем обществе, включая отравленный бренди, мошенничество с наследством, страстные романы и Джоан Фонтейн, падающую в шахту лифта в гардеробе стоимостью 30 тысяч долларов».
По словам Фристоу, «Беннетт написал сценарий, в котором заглавная героиня это красивая и казалось бы милая, и тем не менее безжалостная женщина, которую волнуют только богачи и те милые вещи, которые они могут ей принести. Такая фабула позволяет Мензису и его коллегам предложить ослепительный дизайн костюмов, что идёт на пользу истории, в которой Айви постоянно жаждет богатства». Как замечает Фристоу, «многие из кружевных платьев Айви были девственно белыми, предлагая ироничный контраст её упадническому образу действий, а щедрая демонстрация Фонтейн открытого декольте была слегка шокирующей для фильмов того периода»
Как указывает далее критик, «хотя номинальным арт-директором фильма был Ричард Х. Ридел, принято считать, что потрясающий визуальный ряд фильму обеспечила направляющая рука Мензиса, которому оказали значительную поддержку оператор Расселл Метти и дизайнеры костюмов Орри-Келли и не указанный в титрах Трэвис Бэнтон». Так, «Метти с такой любовью снимает Фонтейн и все другие восхитительные объекты фильма, что это позволяет ему добиться просто ошеломляющего результата».
Как сообщают многие источники, популярный композитор Хоуги Кармайкл написал для фильма песню «Айви», которая была использована в трейлере и возглавила чарты, однако, как ни странно, так и не вошла в фильм. В фильме звучит только музыкальная тема этой песни.

### Оценка актёрской игры
По словам рецензента журнала Variety, «Джоан Фонтейн в заглавной роли создаёт образ корыстной дамы, которая не брезгует и убийством, если оно поможет получить ей то, что она хочет. Звезда великолепно одета, и её костюмы того времени содержат много привлекающих взгляд декольте». Как далее отмечается в рецензии, «все окружающие её мужчины — и Патрик Ноулз в роли любовника Айви, и Герберт Маршалл в роли богатого человека, на которого она сделала ставку, и Ричард Ней в роли мужа, которого она отравляет, — играют на достойном уровне».
По мнению Кини, «Фонтейн восхитительна в заглавной роли социопатки, получая отличную поддержку со стороны остальных актёров, включая её реальную мать Лилиан Фонтейн в небольшой роли». Как отмечает Фристоу, этот фильм «не только разбил устоявшийся у Фонтейн типаж робкой девушки, не только привёл её к более сложным и не всегда положительным ролям, но сделал её одной из подлинных красавиц кино». Фиршинг считает, что «Фонтейн выглядит великолепно в гардеробе и убедительно играет вероломную Айви», задаваясь одновременно вопросом, «сопутствовал бы фильму больший успех, если бы Де Хэвилленд сыграла ещё одну злую убийцу сразу вслед за „Тёмным зеркалом“».
Фристоу обращает также внимание на «сильный подбор актёров второго плана во главе с сэром Седриком Хардвиком в роли инспектора Скотленд-Ярда, расследующего дело, Уной О’Коннор в роли гадалки, которая видит будущее Айви слишком ясно, и Люсиль Уотсон в роли матери Ноулза. Мать звезды Лилиан Фонтейн, однако, не оставляет особого впечатления в небольшой роли леди Флоры, дочь которой помолвлена с персонажем Маршалла».